# Операция «Брауншвейг»
Операция «Брауншвейг» (нем. Unternehmen Braunschweig) — летнее наступление вермахта, начавшееся 28 июня 1942 года. Первоначально операция называлась Fall Blau (план «Блау»), что является общим названием для всего наступления. 30 июня название было изменено с «Блау» на «Брауншвейг». Части плана «Блау», первоначально называвшиеся Blau I и Blau II, были переименованы в операции Clausewitz и Dampfhammer, соответственно. План «Клаузевиц» касался начала операций группы армий «А» в июле 1942 года, «Дампфхаммер» — определял последующие операции в июле 1942 года.
В директиве № 45 от 23 июля 1942 года Гитлер обозначил новые цели операции «Брауншвейг». Немецкие войска должны были наступать в направлении Кавказа (операция «Эдельвейс») и Сталинграда (операция «Фишрайер»).
Директива предписывала разделение группы армий «Юг», что вызвало тревогу в Генеральном штабе; военные специалисты неоднократно предупреждали Гитлера об опасностях, которые влекло такое разделение сил. В ответ Гитлер 15 июля отстранил командующего группой армий «Юг» фельдмаршала Федора фон Бока. Позднейшие исследования подтвердили, что разделение стало одной из основных причин катастрофы 6-й армии вермахта в Сталинграде.
23 июля 1942 года Гитлер издал несколько директив, согласно которым группа армий «А» захватит Кавказ и Баку (операция «Эдельвейс»), а группа армий «Б» должна была захватить Сталинград и, если возможно, Астрахань (операция «Heron — Fischreiher»). Группе армий «Север» было поручено захватить Ленинград (операция «Фейерверк»)[страница не указана 291 день]. Директива гласила:
За кампанию, продолжавшуюся немногим более трех недель, конечная цель, которую я поставил перед южным крылом восточного фронта, уже достигнута. Лишь некоторым довольно слабым силам противника, принадлежавшим армиям Семена Тимошенко, удалось выйти из окружения и выйти на берег Южного Дона. Предположительно, они получат подкрепление из региона Кавказа.

В настоящее время противник сосредоточивает в районе Сталинграда ещё одну группу армий, где следует ожидать упорного сопротивления.

Далее в директивах уточнялись задачи отдельных армий в ходе предстоящего наступления.